# Tamás Decsi
Pour l’article homonyme, voir Decsi.
Tamás Decsi, né le 15 octobre 1982 à Kazincbarcika, est un escrimeur hongrois pratiquant le sabre.
Tamás Decsi, issu d’une grande famille de sabreurs, est devenu champion du monde au sabre par équipe en 2007 à Saint-Pétersbourg.

## Palmarès
- Jeux olympiques
  -  Médaille de bronze par équipes aux Jeux olympiques à Tokyo

- Championnats du monde
  -  Médaille d'or par équipes en 2007 à Saint-Pétersbourg
  -  Médaille d'or par équipes en 2023 à Milan
  -  Médaille d'argent par équipes en 2016 à Rio de Janeiro
  -  Médaille d'argent par équipes en 2017 à Leipzig
  -  Médaille d'argent par équipes en 2019 à Budapest
  -  Médaille d'argent par équipes en 2022 au Caire
  -  Médaille de bronze en individuel en 2009 à Antalya
  -  Médaille de bronze par équipes en 2009 à Antalya
  -  Médaille de bronze par équipes en 2014 à Kazan
  -  Médaille de bronze par équipes en 2018 à Wuxi

- Championnats d'Europe
  -  Médaille d'or par équipes en 2018 à Novi Sad
  -  Médaille d'or par équipes en 2022 à Antalya
  -  Médaille d'or par équipes en 2024 à Bâle
  -  Médaille d'argent par équipes en 2006 à Izmir
  -  Médaille d'argent par équipes en 2019 à Düsseldorf
  -  Médaille de bronze par équipes en 2002 à Moscou
  -  Médaille de bronze par équipes en 2015 à Montreux
  -  Médaille de bronze par équipes en 2017 à Tbilissi

- Coupe du monde
  - Vainqueur des tournois de Coupe du monde de Bangkok et Padoue en 2008 et de Estado Vargas en 2009.